# Гиперполяризация (физика)
Гиперполяризация — это процесс увеличения разницы в заселенности ядерных спинов сверх их равновесного значения (определяемого распределением Больцмана). 
В обычных условиях в магнитном поле разница заселенностей между уровнями очень мала. Это ограничивает чувствительность методов ядерного магнитного резонанса (ЯМР) и магнитно-резонансной томографии (МРТ). 
Гиперполяризация позволяет значительно (в 104-105 раз) усилить сигнал, делая возможным измерение редких изотопов, исследование быстропротекающих процессов, а также детектирование веществ, содержащихся в низкой концентрации в биологических объектах, в том числе in vivo. 
Основные методы гиперполяризации:
- Динамическая ядерная поляризация (ДЯП, Dynamic Nuclear Polarization, DNP) — поляризация за счет переноса намагниченности с электронных спинов на ядерные;
- Индуцированная Параводородом Поляризация Ядер (ИППЯ, Para-Hydrogen Induced Polarization, PHIP) — поляризация за счет параводорода;
- Химически индуцированная динамическая поляризация ядер (ХИДПЯ, CIDNP, Chemically Induced Dynamic Nuclear Polarization) — поляризация, возникающая в термических или фотохимических радикальных реакциях.
- Optical Pumping — оптическая накачка.

## Динамическая ядерная поляризация
Динамическая ядерная  поляризация (ДЯП, Dynamic Nuclear Polarization, DNP) — это метод гиперполяризации ядерных спинов, основанный на передаче намагниченности от электронных спинов.
Эксперимент включает три этапа.  
1. Поляризация электронов: в образец добавляют парамагнитные центры (например, радикалы). При низких температурах (1–4 К) и в сильном магнитном поле (несколько тесла) электронные спины сильно поляризуются (их спины выстраиваются вдоль поля).
2. Передача поляризации: образец облучают микроволнами на частоте электронного парамагнитного резонанса (ЭПР). Это вызывает перенос поляризации с электронов на ядра.
3. После гиперполяризации образец быстро размораживают и используют в ЯМР или МРТ (сигнал должен быть зарегистрирован до того, как он затухнет за счет релаксации).

В методе DNP в жидкой фазе (dissolution-DNP, d-DNP) процесс гиперполяризации происходит в твердом состоянии при низких температурах, после чего образец растворяют в разогретом растворителе и впрыскивается в ЯМР ампулу, расположенную в спектрометре ЯМР.
Аналогично существует метод DNP в газовой фазе, где также процесс гиперполяризации происходит в твердом состоянии, после чего вещество нагревается и в процессе сублимации переходит в газообразной состояние, подходящее для детекции в ЯМР-спектрометре.

## Индуцированная параводородом поляризация ядер
В методе индуцированной параводородом поляризации ядер (ИППЯ, Para-Hydrogen Induced Polarization,  PHIP) используется спиновый изомер водорода — параводород (p-H2), у которого ядерные спины противоположно направлены. При присоединении параводорода к интересующей молекуле, магнитная эквивалентность ядерных спинов параводорода нарушается, но сохраняется корреляция их спинов, что позволяет наблюдать усиление сигнала в спектрах ЯМР.
Эффекты ИППЯ впервые наблюдались в ходе реакции гидрирования параводородом в сильном магнитном поле. Такой эффект был назван PASADENA (Parahydrogen And Synthesis Allows Dramatically Enhanced Nuclear Alignment). В этом случае заселяются уровни, имеющие синглетную симметрию, а в спектрах ЯМР наблюдаются два антифазных сигнала.
Другой эффект — ALTADENA (Adiabatic Longitudinal Transport After Dissociation Engenders Nuclear Alignment) — обнаруживается при гидрировании субстрата в слабом магнитном поле. В ALTADENA экспериментах заселяется только один из уровней, соответствующий синглетной симметрии.

## Оптическая накачка[6]
Луч лазера с круговой поляризацией вызывает электронные переходы в атомах щелочных металлов (например, рубидия), находящихся в газообразном состоянии, тем самым создавая электронную поляризацию. При столкновении щелочных металлов с благородными газами (например, ксеноном) в процессе спинового обмена поляризация с электронов переносится на ядра благородных газов.

## Примеры применения гиперполяризации
Методы гиперполяризации радикально (на 4-5 порядков) расширили границы чувствительности методов ЯМР и МРТ, позволив изучать ранее недоступные процессы. 
1. Гиперполяризованные благородные газы (например, 129Xe и 3He) используются в МРТ легких для визуализации их структуры и функции.
2. Гиперполяризованные малые молекулы применяются для детектирования метаболитов in vivo. Например, гиперполяризованный метаболит можно ввести животным или пациентам и отслеживать его биохимические превращения в реальном времени.
3. Исследование спиновой структуры нейтронов путем рассеяния поляризованных электронов на сильно поляризованной мишени (3He).
4. Изучение поверхностных взаимодействий.
5. Эксперименты с поляризацией нейтронов.